# 麥克亨利鎮區 (北達科他州福斯特縣)
麥克亨利鎮區（英語：McHenry Township）是位於美國北達科他州福斯特縣的一個鎮區。

## 地方資料
麥克亨利鎮區的面積為92.37平方千米，當中陸地面積為90.66平方千米，而水域面積為1.71平方千米。根據2020年美國人口普查的數據，當地共有人口33人，而人口密度為每平方千米0.36人。